# Petroica granat
La petroica granat (Eugerygone rubra) és un ocell de la família dels petròicids (Petroicidae) i única espècie del gènere Eugerygone Finsch, 1901.

## Hàbitat i distribució
Viu entre la malesa del bosc de les muntanyes de Nova Guinea.